# 图皮保利斯塔
图皮保利斯塔是巴西圣保罗州的一个市镇。总面积244.646平方公里，总人口13725人，人口密度56.1人/平方公里。